# Petrotrin
Petroleum Company of Trinidad and Tobago Limited (Petrotrin) fue una empresa petrolera estatal de Trinidad y Tobago. La compañía fue fundada en 1993 por la fusión de Trintopec y Trintoc, dos compañías petroleras estatales. Una tercera compañía, Trinmar Ltd fue fusionada con la compañía en 2000. Trintoc fue formada con los activos de Shell Trinidad Ltd., y Texaco, mientras que Trintopec fue formada cuando el gobierno compró Trinidad Tesoro, una empresa conjunta entre el gobierno y Tesoro Oil Company que fue creada para adquirir los activos de 
British Petroleum. Estas compañías fueron formadas a partir de un conjunto de empresas anteriores (incluyendo United British Oilfields of Trinidad (UBOT) y Trinidad Leaseholds Limited) que habían sido formadas de las compañías que fueron las primeras en poder comercializar petróleo hallado en Trinidad a principios del siglo XX. Operó hasta el 30 de noviembre de 2018 cuando se anunció su cierre para ser dividida en cuatro diferentes empresas. 
Petrotrin opera tanto en tierra como mar adentro al sur de Trinidad. En algunas instancias, la compañía participa en empresas conjuntas (joint ventures), y en otras formas de contratos como arrendamientos en sus actividades de exploración y producción. En 2004, le fue concedido a Petrotrin una participación automática en todos los acuerdos de producción y exploración con compañías extranjeras en Trinidad y Tobago. 
En la actualidad, Petrotrin opera la única refinería de petróleo en Trinidad y Tobago, localizada en Pointe-à-Pierre, justo al norte de San Fernando al sur de Trinidad. Parte del crudo es importado para satisfacer las necesidades de la refinería que produce gases licuados del petróleo, gasolina sin plomo, keroseno, diésel, fueloil y gasolina para aviación entre otros productos.
Petrotrin está actualmente involucrada en una segunda modernización de la refinería para mejorar la calidad de sus productos refinados para la exportación a los mercados regional e internacional. Además tiene como socio principal a la compañía española Repsol.
Petrotrin en la actualidad produce 48.047 barriles de petróleo diarios y tiene reservas probadas que totalizan 439.585 millones de barriles. La refinería tiene una capacidad de 190.000 barriles diarios.